# Onsdagsbiten
Onsdagsbiten var ett program från SR Malmö P3 där levande musik framfördes av artister och musikgrupper inför publik. Programmet, som tidigare hette Fredag med Ungdomsredaktionen i Malmö, spelades in i studio 7 i Radiohuset i Malmö med Bengt Grafström som programvärd, ibland med Kalle Oldby och Olle Berggren som vikarier.
Onsdagsbitens premiär den 22 augusti 1979 innehöll bland annat Tom Robinson Band. Programserien, som kom att omfatta drygt 220 avsnitt, slutade sändas 26 juni 1985.